# Idea belia
Idea belia är en fjärilsart som beskrevs av John Obadiah Westwood 1848. Idea belia ingår i släktet Idea och familjen praktfjärilar. Inga underarter finns listade i Catalogue of Life.